# Acanthogorgia paramuricata
Acanthogorgia paramuricata is een zachte koraalsoort uit de familie Acanthogorgiidae. De koraalsoort komt uit het geslacht Acanthogorgia. Acanthogorgia paramuricata werd in 1947 voor het eerst wetenschappelijk beschreven door Stiasny. 